# Sudyłków (stacja kolejowa)
Sudyłków (ukr. Судилків) – stacja kolejowa w miejscowości Sudyłków, w rejonie szepetowskim, w obwodzie chmielnickim, na Ukrainie.